# امیل کنشت
امیل کنشت (انگلیسی: Émile Knecht; ۱۸ دسامبر ۱۹۲۳ – ۴ مهٔ ۲۰۱۹) قایقران روئینگ اهل سوئیس بود.
وی در مسابقات کشوری و بین‌المللی در مجموع برندهٔ ۱ مدال طلا، ۱ مدال نقره، ۱ مدال برنز شده‌است.